# Michael Grunstein
Michael Grunstein (Romênia, 30 de agosto de 1946 – 18 de fevereiro de 2024) foi um bioquímico romeno-estadunidense. Foi professor da Universidade da Califórnia em Los Angeles.

## Morte
Grunstein morreu no dia 18 de fevereiro de 2024 aos 77 anos.

## Prêmios e condecorações
- 2003 Prêmio Massry[2]
- 2011 Prêmio Rosenstiel[3]